# Gare du Sud (Nice)
Gare du Sud is een voormalig spoorwegstation in de Franse gemeente Nice. Van 1892 tot 1991 was dit station het eindpunt van de meterspoorlijn Nice - Digne-les-Bains, die door Chemins de fer de Provence geëxploiteerd wordt. Tegelijk met de sluiting van het station opende het 185 meter westwaarts gelegen station Nice CP. De naam Gare du Sud is afgeleid van Societé des chemins de fer du Sud de la France (SF), die de spoorlijn aanlegde. Hoewel het station letterlijk vertaald "Station van Zuid" heet, ligt het enkele honderden meters noordelijker dan het SNCF station Nice-ville. 

## Geschiedenis
De passagiershal is tussen 1890 en 1892 gebouwd naar ontwerp van architect Prosper Bobin. Dit imposante gebouw, in neoklassieke stijl werd gemaakt met nieuwe materialen. De op Gustave Eiffel geïnspireerde stationskap werd origineel geconstrueerd voor het paviljoen van Rusland en Oostenrijk-Hongarije op de Wereldtentoonstelling van 1889. De kap, van 18 meter hoog, 23 meter breed en 87 meter lang, werd in 1891 aan het station geplaatst. Na de opening in 1892 vormde het station het eindpunt van de SF lijnen naar Digne-les-Bains en Meyrargues.
Na de Tweede Wereldoorlog sloot de lijn naar Meyrargues, waardoor de lijn naar Digne als enige over bleef. De CP, die sinds 1933 de lijnen bezit, besloot om het station in 1991 te sluiten. Het eindpunt werd 185 meter lijnopwaarts verschoven naar het nieuwe station Nice CP.

## Behoud
Het gebouw werd in 2000 door de Franse staat verkocht aan de stad Nice. De gevel van het station is sinds 23 september 2002 een historisch monument, op 23 juni 2005 kreeg de overkapping dezelfde status. Het stadsbestuur wilde de hal, de voorzijde van het station en de metalen overkapping slopen. Hierop volgde veel protesten van onder meer van inwoners en minister van Cultuur (Renaud Donnedieu). De plannen werden uiteindelijk in 2004 geschrapt. Ondanks dat het station gered werd van de sloop, is de toekomst lang onzeker gebleven. Er waren diverse plannen voor gebruik van het gebouw. Zo waren er een aantal verenigingen die in het gebouw wilde trekken, of controversiële plan om het stadhuis van Nice in het station te vestigen. Het gebouw verkeerde inmiddels in verslechterende staat.

### Renovatie
Na het mislukken van diverse plannen heeft de gemeente aan architect Pierre-Louis Faloci gevraagd om een ontwerp, waarmee de hele passagiershal en overkapping behouden bleven. Faloci diende een ontwerp in waarbij de hele stationskap afgedicht werd en bedekt met 2.000 m² zonnepanelen. Bij het project werden ook een mediatheek, een sportcomplex en de school voor beeldende kunst in het gebouw gevestigd. Het ontwerp werd uiteindelijk op 12 mei 2005 goedgekeurd door het Ministerie van Cultuur. In 2013 werd met de complete renovatie van het stationsgebouw begonnen, die tot december dat jaar duurde. De mediatheek in de passagiershal werd in januari 2014 geopend. Midden 2014 werd begonnen met de herstelwerkzaamheden van de overkapping, die in juni 2017 werd opgeleverd. Binnen de overkapping werd daarna verder gewerkt aan een 2e verdieping en de huisvesting van onder andere een culturele ruimte, antiekwinkel, loungebar en discotheek. Uiteindelijk gaat de stationshal op 18 mei 2019, na ruim vier jaar verbouwing, weer open voor het publiek.

## Foto's

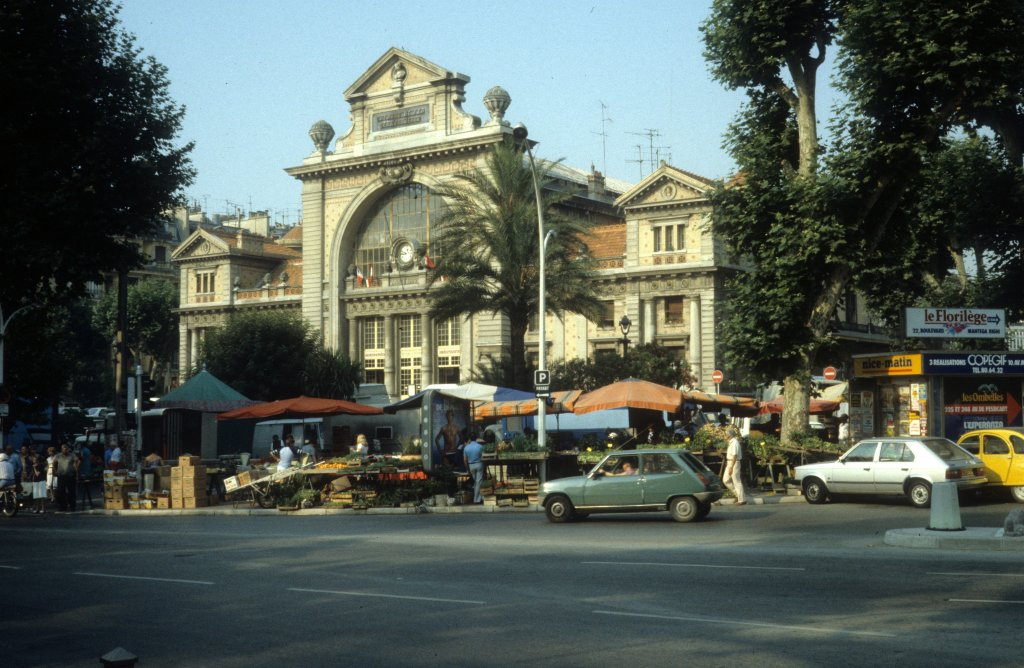
Het station anno 1982
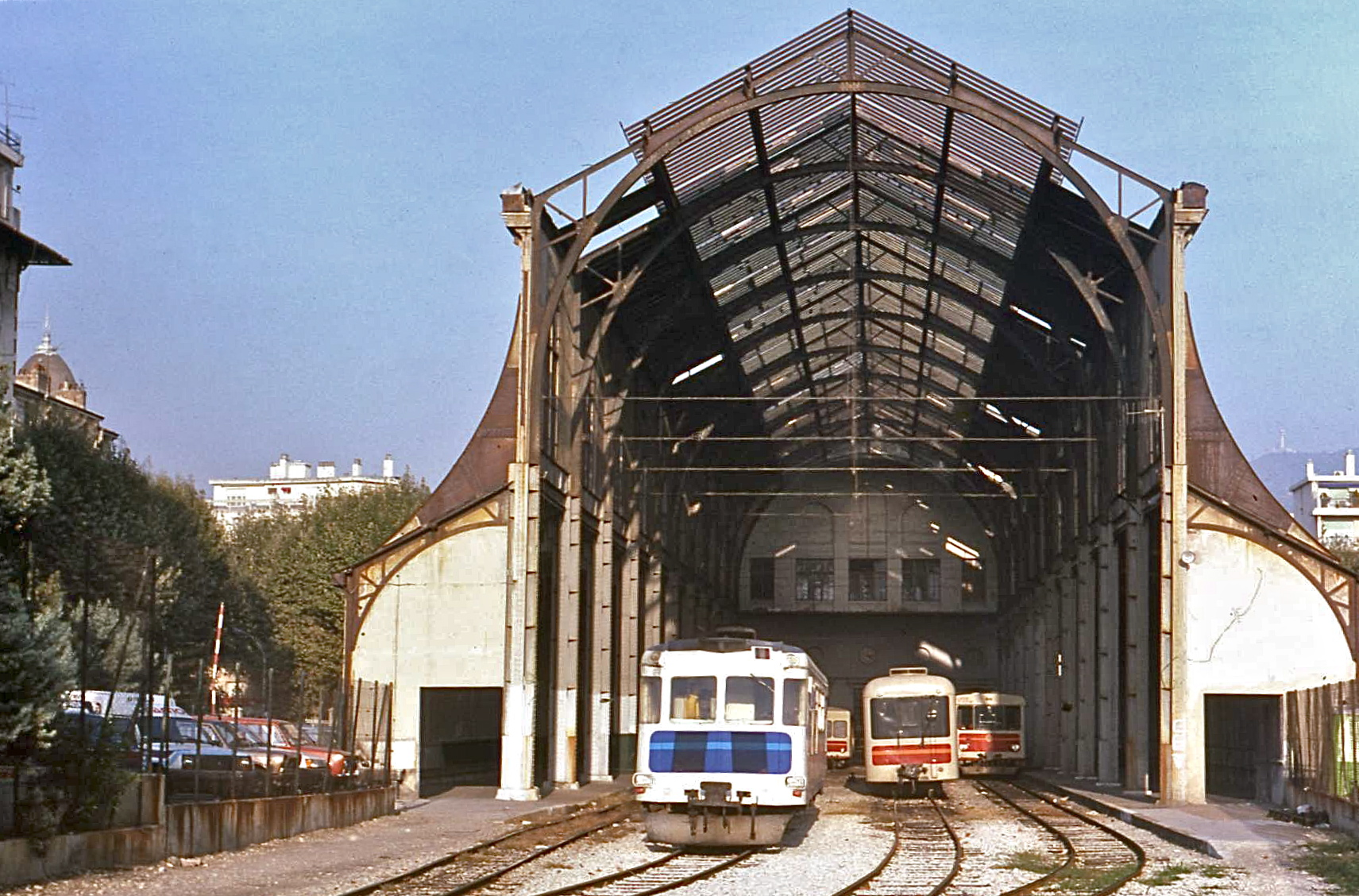
Treinen onder de overkapping in 1989
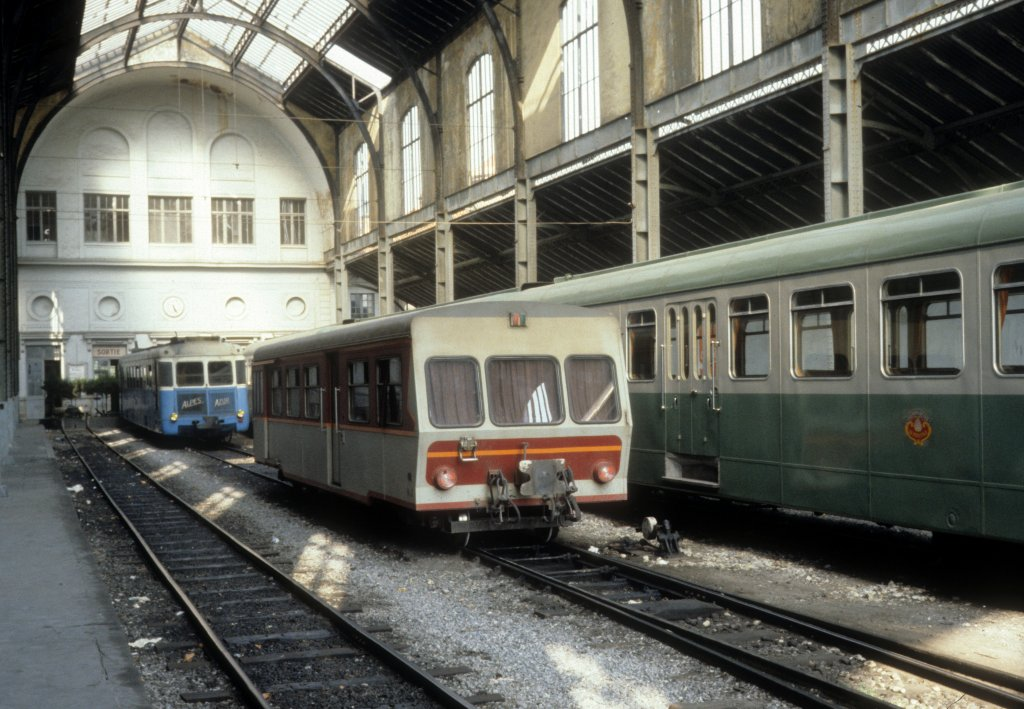
Binnen de stationskap
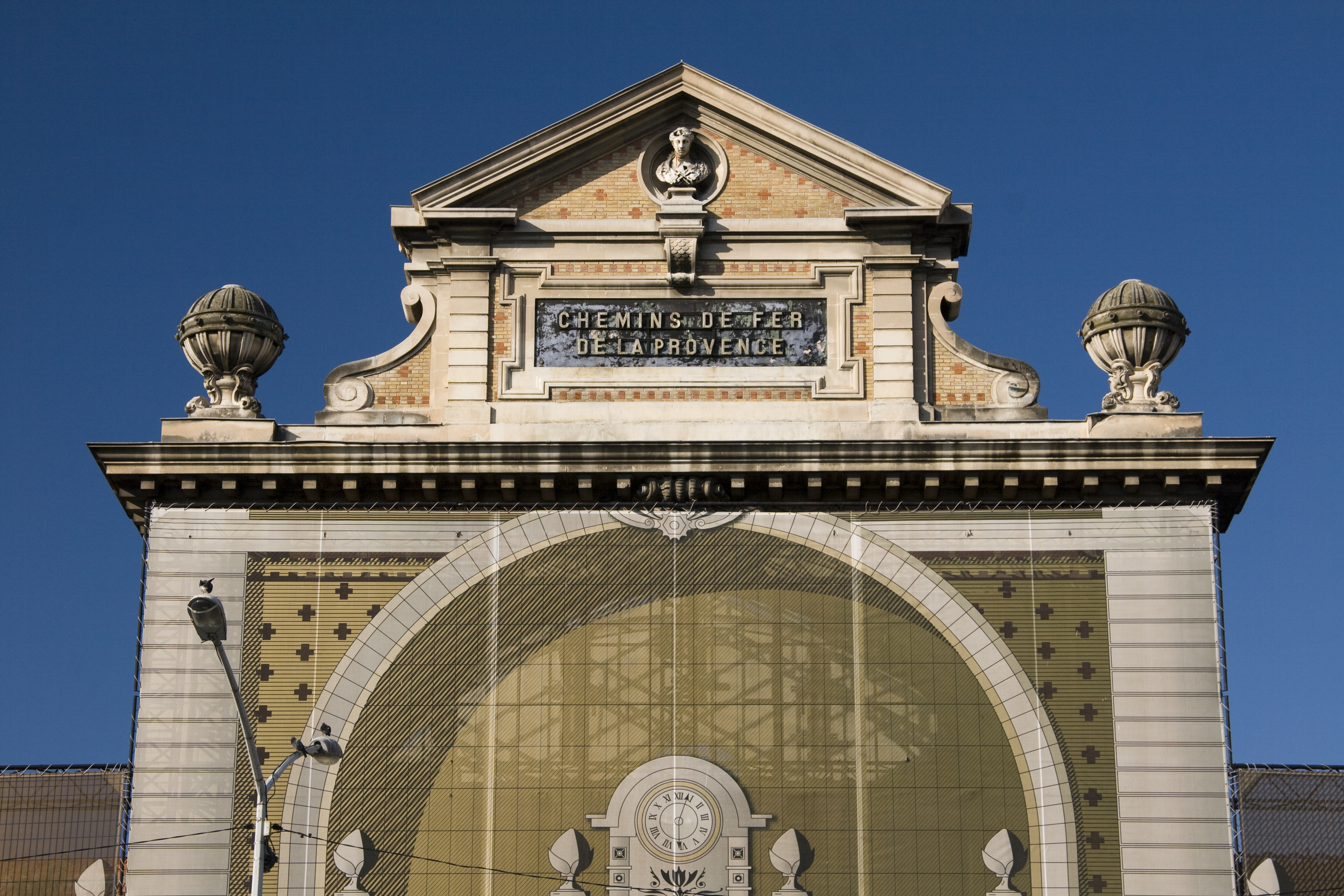
Detailopname van de voorgevel
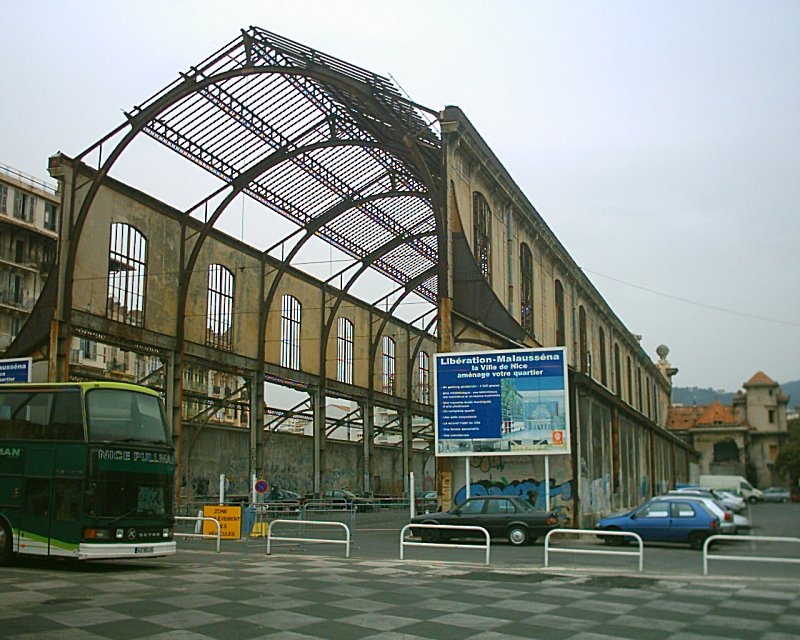
De overkapping als parkeerplaats
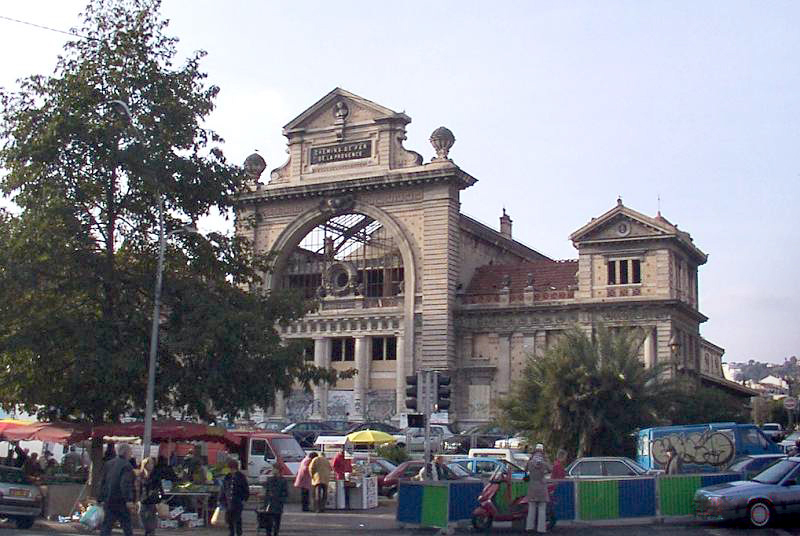
Het station in deplorabele staat
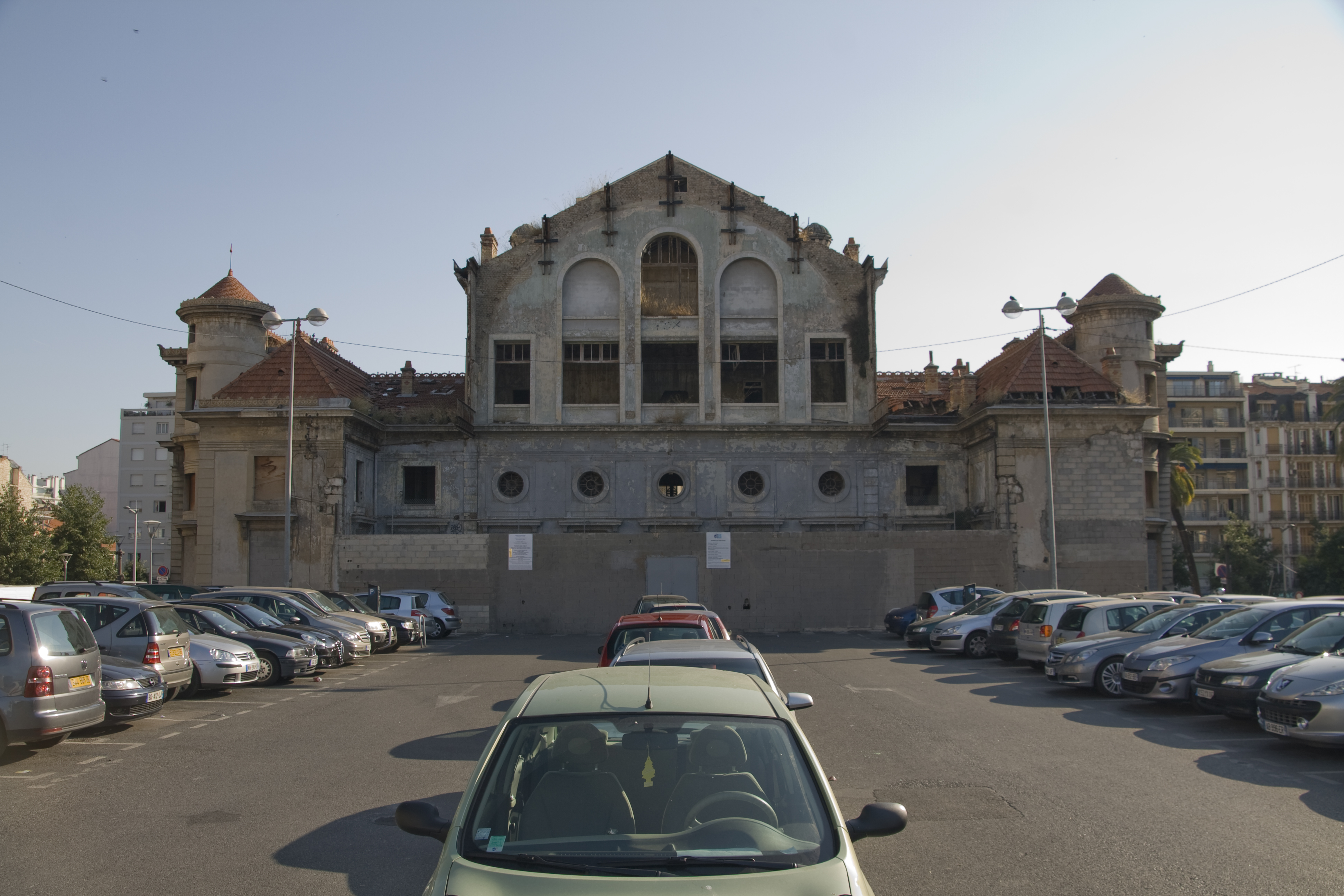
De achterkant zonder overkapping
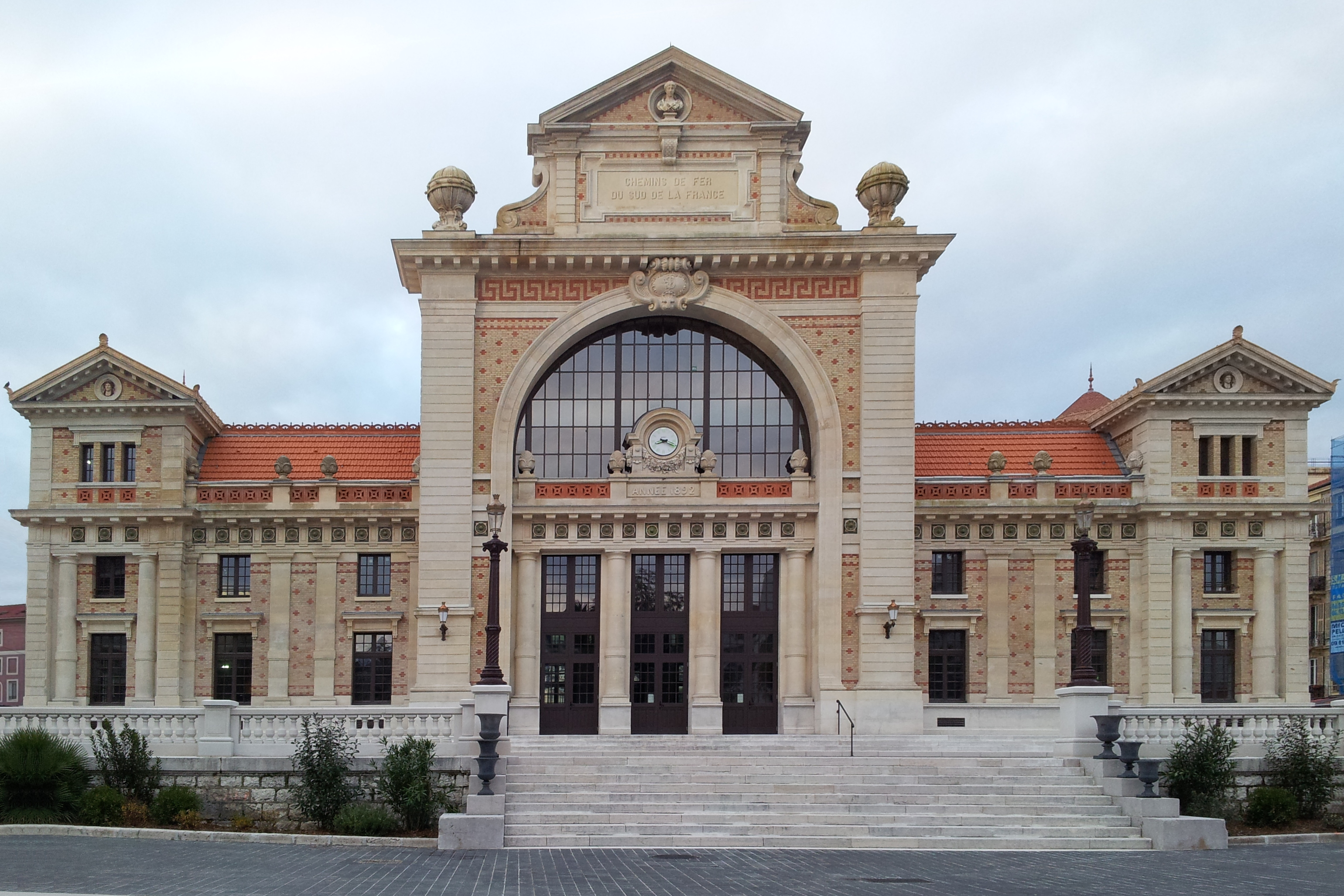
De gerenoveerde voorgevel
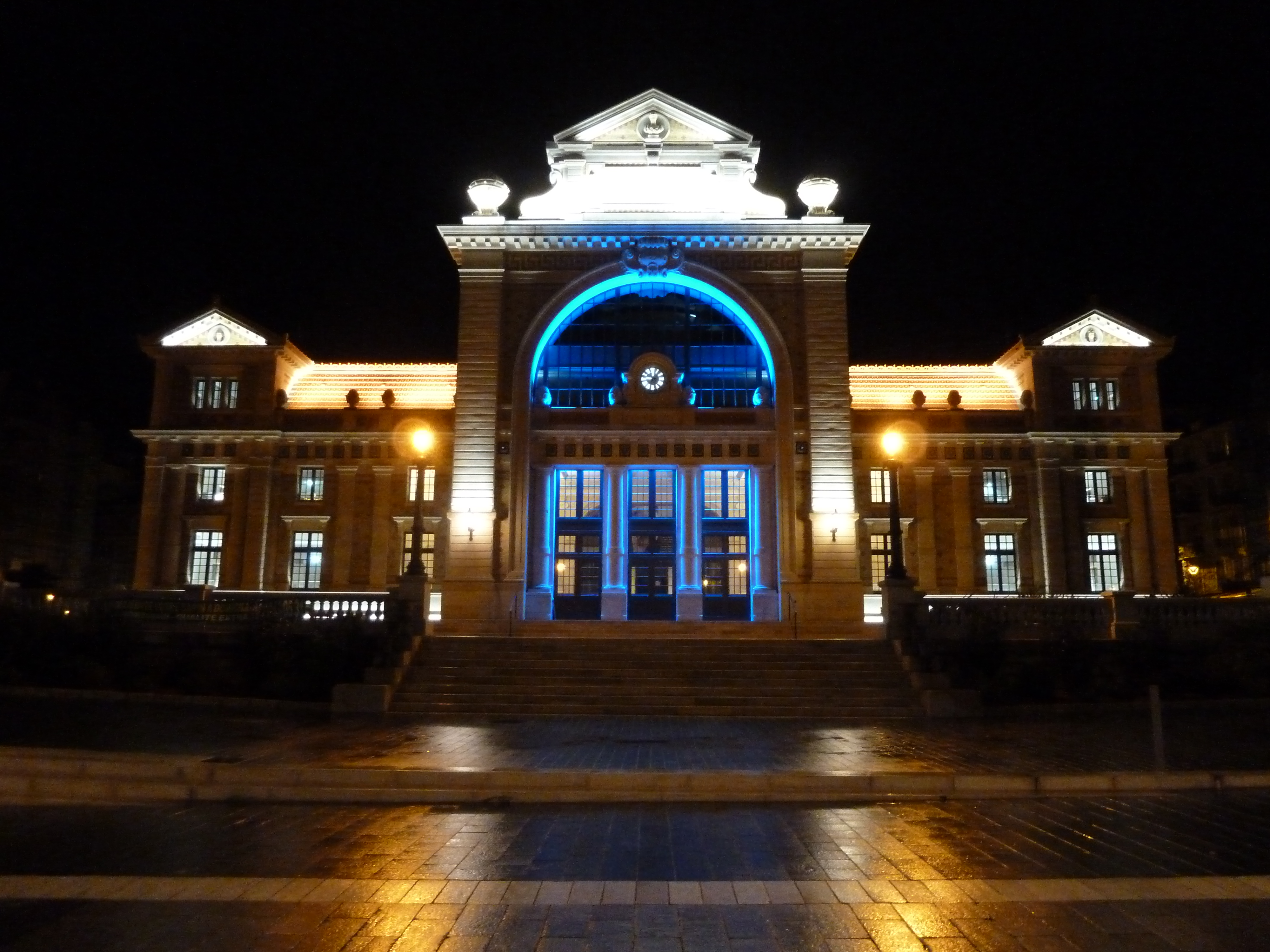
Verlichte voorgevel bij nacht
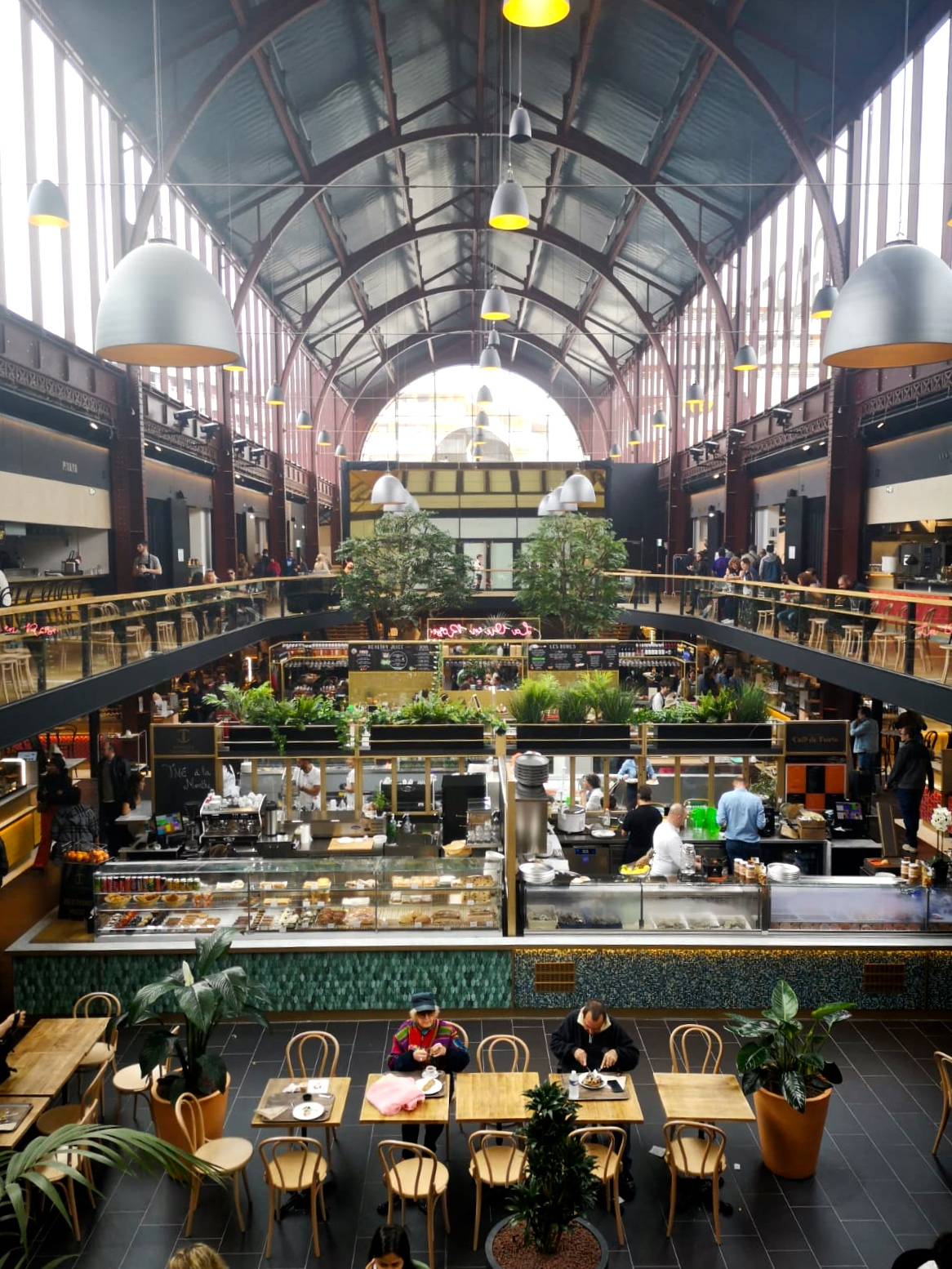
Het huidige interieur
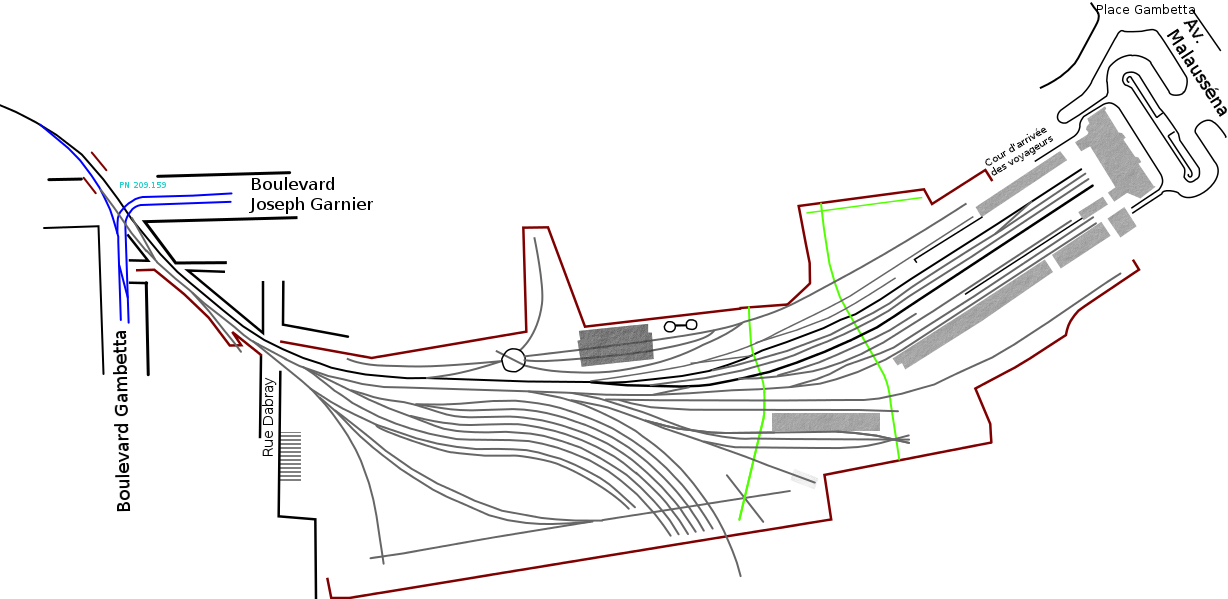
Sporenplan van het station